# Iconòfor

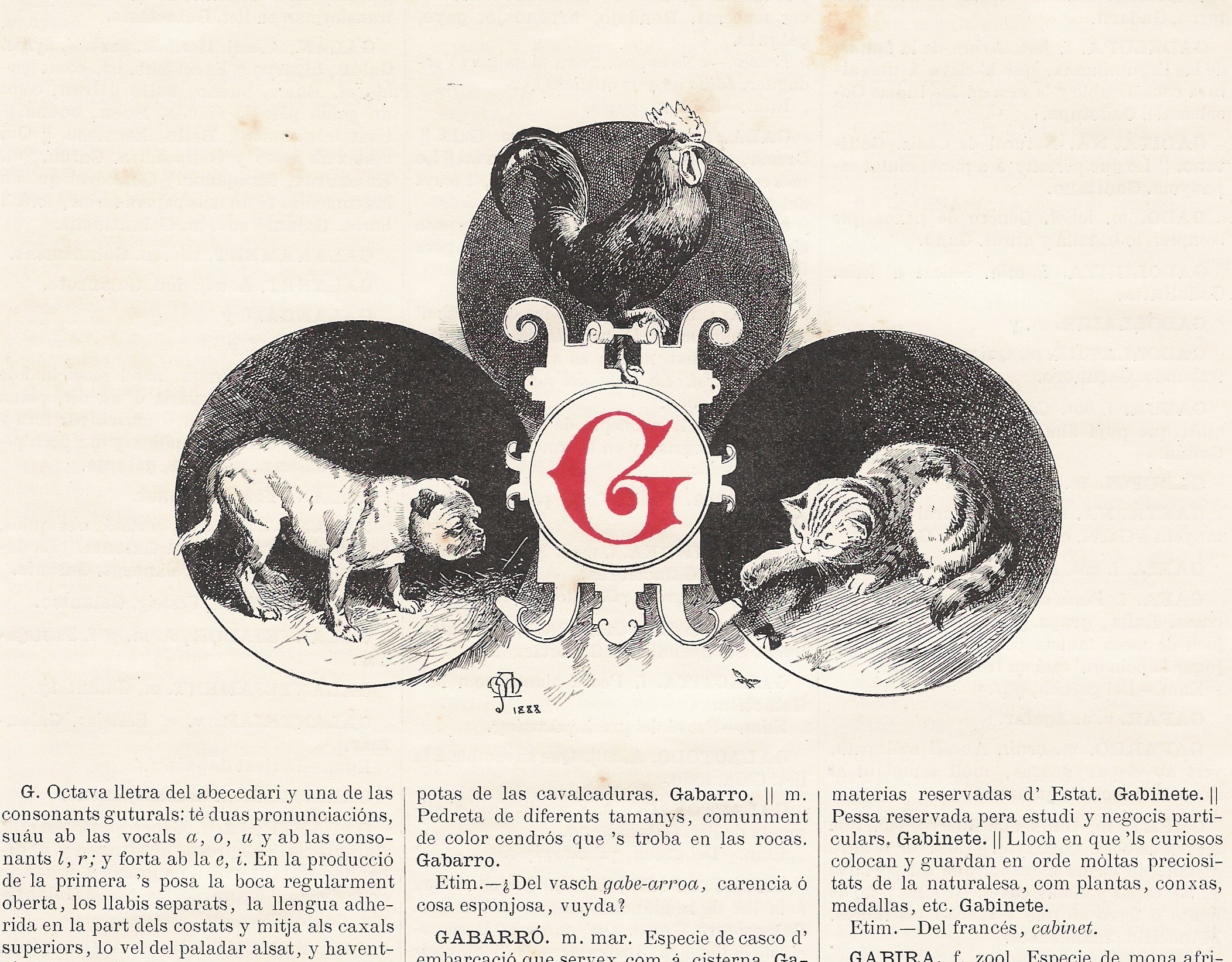
Tres iconòfors (gos, gall i gat) rodegen aquesta lletra G.

Un iconòfor és una imatge que apareix al voltant de la caplletra en alguns diccionaris i que, escrita, comença per aquella lletra. Els iconòfors són triats a causa de la lletra inicial del seu nom. És un terme modern creat per la divulgadora de la il·lustració ornamental de diccionaris Thora van Male. L'adaptació al català d'aquest terme és de Joan Puig Malet (l'any 2007 en el bloc de lexicografia Gazophylacium).

## Diccionaris catalans amb iconòfors
- Diccionari de la llengua catalana ab la correspondencia castellana, de Pere Labèrnia (Espasa y Companyía, Barcelona, 1888-1892). És la tercera edició. L'autor dels iconòfors és Apel·les Mestres.
- Diccionario de la lengua castellana con la correspondencia catalana, de Delfí Donadiu (Espasa y Companyía, Barcelona, 1895-1897). L'autor dels iconòfors (diferents als anteriors) és Apel·les Mestres.